# Some Things Never Change
Some Things Never Change är ett musikalbum från 1997 av den brittiska rockgruppen Supertramp. 

## Låtlista
Samtliga låtar skrivna av Rick Davies, om annat inte anges.
1. "It's a Hard World" - 9:46
2. "You Win, I Lose" - 4:31
3. "Get Your Act Together" - 4:48
4. "Live to Love You" - 5:18
5. "Some Things Never Change" - 6:26
6. "Listen to Me Please" - 4:46
7. "Sooner or Later" (Rick Davies/Mark Hart) - 6:50
8. "Help Me Down That Road" - 4:36
9. "And the Light" - 4:40
10. "Give Me a Chance" (Rick Davies/Mark Hart) - 4:24
11. "C'Est What" - 8:16
12. "Where There's a Will" - 5:36